# Варанаси (округ)
 Варана́си  (хинди वाराणसी जिला, англ. Varanasi) — округ в индийском штате Уттар-Прадеш. Административный центр — Варанаси. Состоит из двух техсилов: Варанаси Садар и Пиндра.
По данным переписи 2011 года население округа составляет 3 682 194 человека. Плотность населения — 2399 чел./км². Прирост населения за период с 2001 по 2011 годы составил 17,32 %. На 1000 мужчин приходится 909 женщин. Уровень грамотности населения — 77,05 %.
Согласно прошлой переписи 2001 года население округа насчитывало 3 138 671 человек. При этом показатель плотности населения был самым высоким среди округов индийских штатов. Уровень грамотности женского населения составлял 50,5 %.